# سفارة ألمانيا في بلغاريا
سفارة ألمانيا في بلغاريا هي أرفع تمثيل دبلوماسي لدولة ألمانيا لدى بلغاريا. تقع السفارة في Izgrev, Sofia ‏ وهي تهدف لتعزيز المصالح الألمانية في بلغاريا.

## وصلات خارجية
- قائمة سفارات ألمانيا
- قائمة السفارات في بلغاريا